# Stadtbücherei Zweibrücken
Die Stadtbücherei Zweibrücken ist eine Öffentliche Einrichtung der Stadt Zweibrücken. Mit einer über einhundertjährigen Geschichte gehört diese Bücherei zu den traditionsreichen Einrichtungen des Landes Rheinland-Pfalz.

## Geschichte
Die Gründung geht auf die Bücherhallenbewegung zurück, die seit den 1890er Jahren auch die kulturellen Kreise der ehemals herzoglichen Stadt Zweibrücken in der Pfalz erfasst hatte. Zweibrücken hatte, auch bedingt durch die Demokratiebewegung rund um das Hambacher Fest, eine große modern-liberale Bürgerschaft mit ihren Protagonisten Philipp Jakob Siebenpfeiffer und Johann Georg August Wirth, die den Wunsch nach öffentlicher Bildung beförderten. So bildete sich auch in Zweibrücken der Verein Lesehalle Zweibrücken, der die Stadt um die Überlassung von Tischen und Stühlen in der Fruchtmarkthalle bat. Außerdem kam die Stadt für die Beheizung und Beleuchtung eines Leselokals auf.

### Anfänge
Am 19. Dezember 1903 setzte sich der Stadtrat per Beschluss für die finanzielle Unterstützung des Vereins in Höhe von 500 Mark zur Deckung der Ersteinrichtungskosten ein. Die erste Adresse der Bücherei war die Schillerstraße 2. Der Bücherbestand umfasste zunächst 300 Bände, die durch Stiftung und Ankauf erworben werden konnten.
Die Akzeptanz bei der Bevölkerung war enorm, und bereits am 26. März 1904 bewilligte der Stadtrat dem Verein „in stets widerruflicher Weise“ im Alten Spital drei Räume unentgeltlich zur Benutzung. Dieses in Sütterlin verfasste Dokument ist noch im Stadtarchiv vorhanden.
Bis 1910 wuchs der Buchbestand kontinuierlich auf 1500 Bände, die jährlichen Ausleihen auf über 8400. Ab 1912 bis zum Beginn des Zweiten Weltkriegs engagierte sich der Lehrer Karl Ewig ehrenamtlich der Bibliothek. In diese Zeit fällt auch die Umwandlung von einem Verein in eine städtische Einrichtung. Ab dem 1. Januar 1925 heißt die Institution Städtische Volksbücherei, die seit den frühen 1920er Jahren in Kellerräumen der Ludwigschule untergebracht wurde, weil der alte Standort zu beengt geworden war. Ewig notierte für 1937: Bestand 4518 Bände und ausgeliehene 16.015 Bücher.

### Bücher im „Dritten Reich“
Die Zeit zwischen der Machtergreifung der NSDAP 1933 und dem Anschluss des Saargebietes an Deutschland war für die Bücherei eine schwierige Zeit, weil besonders in der Westpfalz versucht wurde, die Büchereien mit „geeignetem Schrifttum“ zu ideologisieren. In den Augen der Obrigkeit kam aus dem Westen (Saarland) eine Welle von „marxistischer Propaganda“, die durch „hochwertiges“ nationalsozialistisches Schriftgut zu neutralisieren war.
1938 war wieder ein Ortswechsel: Jetzt zog die Bücherei ins zweite Obergeschoss des Alten Spitals in der Ixheimer Straße, im Krieg war dann noch ein Wechsel in die Fruchtmarktstraße. Neue Leiterin wurde nach Ewig Frau Marhoffer. In der Zeit von Mitte 1944 bis zum 14. März 1945 war die Bücherei vollständig geschlossen. Durch Bombardement wurde sie zerstört. Nur 31 Bände konnten in den neuen Bestand aufgenommen werden, der ab dem 3. Juni 1946 wieder zur Verfügung stand. Zu Beginn standen durch eine Stiftung der Schweizer Wochenzeitung Die Weltwoche nunmehr 322 Bücher im Bestand. Bibliotheksleiter war jetzt für fast 40 Jahre Otto Herzog. Der Standort war jetzt im Souterrain des Neusprachlichen Gymnasiums in der Himmelsbergstraße. Erst 1952 konnten die alten Räume der Schillerstraße 2 wieder bezogen werden.
Mit Zeitungsaufrufen und zum Teil großzügigen privaten Spenden konnte der Bücherbestand bis 1948 bereits auf neuneinhalbtausend Bände ausgebaut werden. Im selben Jahr wurde ein Leseraum eröffnet. Außerdem richtete man eine sogenannte Wanderbibliothek in Kisten ein.

### Modernes Bibliothekswesen
Mit wachsendem Bestand kam die Bücherei Anfang der 1960er Jahre in immer erdrückendere Platzprobleme. Trotz Ausweitung der Öffnungszeiten bis zum Teil 20:00 Uhr wuchs die Unzufriedenheit durch immer längere Wartezeiten. 1962 stellte die Bücherei von der klassischen Thekenbücherei mit magazinierten Büchern zur modernen Freihandbücherei um. Der freiwerdende Platz des Magazins konnte so von den Besuchern benutzt werden. Doch war die Lösung nur von kurzer Dauer, da mit der neuen Technik auch die Akzeptanz wuchs. 1965 wurden bereits über 70.000 Bände ausgeliehen.
Mit dem Bau eines neuen Kulturzentrums in der Herzogstraße 11, in das auch die Bücherei einzog, erhofften sich die Stadtväter einen großen Wurf. Am 4. Juli 1969 wurden die Räume, die nach den damals neuesten Erkenntnissen im Büchereiwesen gestaltet worden waren, mit fast 28.000 Bänden der Öffentlichkeit zugänglich gemacht. Die Rheinpfalz titelte: „ein wahres Schmuckstück“ (3. Juli 1969). Trotz erneuter Raumnot in der Mitte der 1970er Jahre wurde ein zweiter Bauabschnitt für die geplante Erweiterung nie umgesetzt.
Stattdessen setzte man auf den Aufbau von Zweigstellen in den Vororten und in Schulen. Der Bestand erreichte 1971 33.000 und zehn Jahre später 65.000 Bücher. Im Laufe der 1980er Jahre wurden in den Zweigstellen Wechselbestände eingeführt sowie ein interner Leihverkehr zwischen Haupt- und Zweigstelle eingerichtet. Den Platzproblemen geschuldet, wurde der Kinder- und Jugendbuchbestand 1986 vollständig in die Hauptschule Nord ausgegliedert. Seit 1987 führte der Bestand auch Comics und Hörkassetten.
1983 verabschiedete sich der langjährige Leiter der Stadtbücherei Otto Herzog. Sein Nachfolger wurde Dr. Roland Treiber, der gleichzeitig auch Leiter des Kulturamtes und der Städtischen Musikschule war. Unter seiner Ägide wurden die verschiedenen kulturellen Einrichtungen der Stadt miteinander vernetzt sowie eine stärkere Öffentlichkeitsarbeit aufgebaut. Zu seinen Bestrebungen gehörten auch die Autorenlesungen in Zusammenarbeit mit dem Literarischen Verein der Pfalz. Es gelang, namhafte deutschsprachige Autoren wie Martin Walser, Ulla Hahn und Peter Bichsel für Zweibrücken zu gewinnen. In der Kinder- und Jugendbuchabteilung entwickelte sich ein noch heute durchgeführtes, umfangreiches Veranstaltungsprogramm mit Kindertheater, Puppenbühne und Autorenlesungen.

### EDV-Zeitalter
1993 war einmal wieder ein Wechsel in der Führung des Hauses. Nach Treiber folgte der SPD-Verwaltungsmann Fritz Presl. Rezessionen der Stadt zwangen auch die Stadtbücherei zu massiven Einschränkungen. Von wöchentlich 24 Stunden wurden die Öffnungszeiten auf 15 Stunden herabgesetzt. Der Etat für Neuanschaffungen wurde auf zwei Drittel gekürzt. Außerdem wurden Jahresgebühren eingeführt. Auch die Jugendlichen mussten Leihgebühren bezahlen, das zu einem Rückgang der Ausleihen führte. Bis auf die Zweigstelle Rimschweiler mussten Ende der 1990er Jahre alle Zweigstellen geschlossen werden.
Seit 1996 ist die Stadtbücherei Zweibrücken auf Elektronisches Ausleihverfahren umgestellt. Alle Bücher wurden elektronisch katalogisiert und neu nomenkliert. Die alte Stanzmaschine sowie die Lesehefte waren Geschichte. Das vereinfachte Ausleihverfahren erhöhte die Ausleihen im ersten Jahr um 10 Prozent. Neue Leiterin wird Andrea Grothe. Seit dem Jahr 2000 sind auch sogenannte Neue Medien im Bestand. Auch wurden in diesem Jahr zwei öffentliche Internetplätze eingerichtet. Von 2006 bis 2020 war Roswitha Christian Büchereileiterin. Im Oktober 2020 übernahm Anne Detzler die Leitung.